# Kunstverein Aalen
Der Kunstverein Aalen e.V. wurde im Jahr 1983 zur Förderung der Bildenden Künste gegründet und gehört der Arbeitsgemeinschaft Deutscher Kunstvereine (ADKV) an. Der etwa 430 Mitglieder zählende Verein ist im Alten Rathaus in Aalen (Baden-Württemberg) beheimatet und widmet sich der Vermittlung hauptsächlich zeitgenössischer Kunst.

## Geschichte
Der Kunstverein wurde am 7. März 1983 gegründet und am 29. März 1983 ins amtliche Vereinsregister eingetragen. Er ist von der Finanzbehörde als gemeinnützig anerkannt. Zur ersten Mitgliederversammlung am 1. Mai 1983 zählte der Verein bereits 81 Mitglieder.
In den ersten 11 Jahren der Vereinsgeschichte wurden – mangels eigener Galerieräume – die meisten Ausstellungen im Foyer des Aalener Rathauses, aber auch in anderen öffentlichen Einrichtungen der Stadt präsentiert. Am 9. September 1994 konnte Oberbürgermeister Ulrich Pfeifle dem Kunstverein Aalen anlässlich einer Ausstellungseröffnung die Schlüssel für die Galerie im Alten Rathaus übergeben. Damit erhielt der Kunstverein inmitten der Stadt Aalen, am Marktplatz gelegen, geeignete Räumlichkeiten für seine Aktivitäten. Im Jahr 2017 wurde die Ausstellungsfläche des Kunstvereins auf insgesamt drei Stockwerke erweitert.
Anlässlich der Ausstellung Lehrer Rembrandt, Lehrer Sumowski zeigte der Kunstverein im Oktober 2019 das lange verschollen geglaubte und vom Stuttgarter Kunsthistoriker Werner Sumowski als Werk von Rembrandt Harmenszoon van Rijn bezeichnete Gemälde Pallas Athene, für das seitens des Amsterdamer Rembrandt Research Project keine entsprechende Zuschreibung vorliegt, erstmals der Öffentlichkeit.

## Konzeption
Der Kunstverein Aalen ist ein Ausstellungszentrum für zeitgenössische Malerei, Grafik, Fotografie, Videokunst, Installation und Architektur.
Der Verein steht in regelmäßigem, engen Kontakt mit bedeutenden einheimischen sowie internationalen Künstlern und Kunstsammlern.
Dies ermöglicht die Auswahl und Zusammenstellung von Ausstellungspräsentationen zu regional und international bekannten Kunstschaffenden, welche oft ein deutschlandweites Publikum anziehen.
Besondere Erwähnung verdient hier der langjährige Kontakt zu Lothar-Günther Buchheim.
Ein thematischer Schwerpunkt des Kunstvereins ist die Präsentation und Vermittlung der Kunst außereuropäischer Kulturen. Dies umfasst insbesondere die Ausstellung von Werken afrikanischer Künstler sowie traditioneller und Moderner Kunst aus dem indischen Kulturkreis.
Der Kunstverein Aalen zeigt in seinen Ausstellungen immer wieder Kunst aus Privatbesitz. Damit werden Kunstwerke, die sonst für die Öffentlichkeit nicht zu sehen sind, auch einen breiteren Publikum zugänglich. In vielen Fällen befinden sich in diesen privaten Sammlungen Kunstwerke aus verschiedenen Kulturen und ganz unterschiedlichen Zeitaltern. Da für den Sammler oft das Kunsterlebnis im Vordergrund stand und weniger die umfassende kunsthistorische oder ethnologische Systematik, sollen die öffentlichen Werkschauen durch den Dialog mit dem Publikum eine tiefere Analyse der Werke ermöglichen.
In der Ausstellungsreihe Kunst von uns präsentieren kunstschaffende Vereinsmitglieder meist zu Beginn jeden Jahres ihre Werke in Aalen. Darüber hinaus findet in den Räumen des Kunstvereins jährlich der Kunstmarkt statt, bei welchem der käufliche Erwerb von Werken der Mitglieder im Mittelpunkt steht.
Ein wesentliches Ziel des Kunstvereins Aalen ist die Vermittlung von Kenntnissen und Anregungen an seine Mitglieder und an die Öffentlichkeit. Dies erfolgt
mit Hilfe von Führungen durch die Ausstellungen des Vereins mit Vernissagen und Finissagen, durch Vortragsveranstaltungen und Gespräche zu Themen der Kunst, sowie durch regelmäßige Kunstfahrten zu bedeutenden Museen und Veranstaltungen im In- und Ausland. Unter dem Titel EXHIBITION ON SCREEN startete der Kunstverein Aalen im Jahr 2022 in Kooperation mit dem Aalener Kino am Kocher eine Reihe, die preisgekrönte Filme über große Künstler, Galerien und Ausstellungen auf die Leinwand bringt. Weiterhin ermöglicht eine mehrere tausend Bücher umfassende Bibliothek die vertiefte Auseinandersetzung mit sämtlichen Epochen und Stilrichtungen der Bildenden Kunst.
Der Verein sieht eine weitere wichtige Aufgabe in der Unterstützung des kulturellen Stands und der Entwicklung der Stadt Aalen und der Region. In diesem Rahmen wird zum einen die Einrichtung einer Städtischen Galerie angestrebt, zum anderen pflegt man die Zusammenarbeit mit den benachbarten Kunstvereinen in Ellwangen, Heidenheim an der Brenz, Schwäbisch Gmünd, Langenburg und Ulm.

## Ausstellungen (Auswahl)
1995

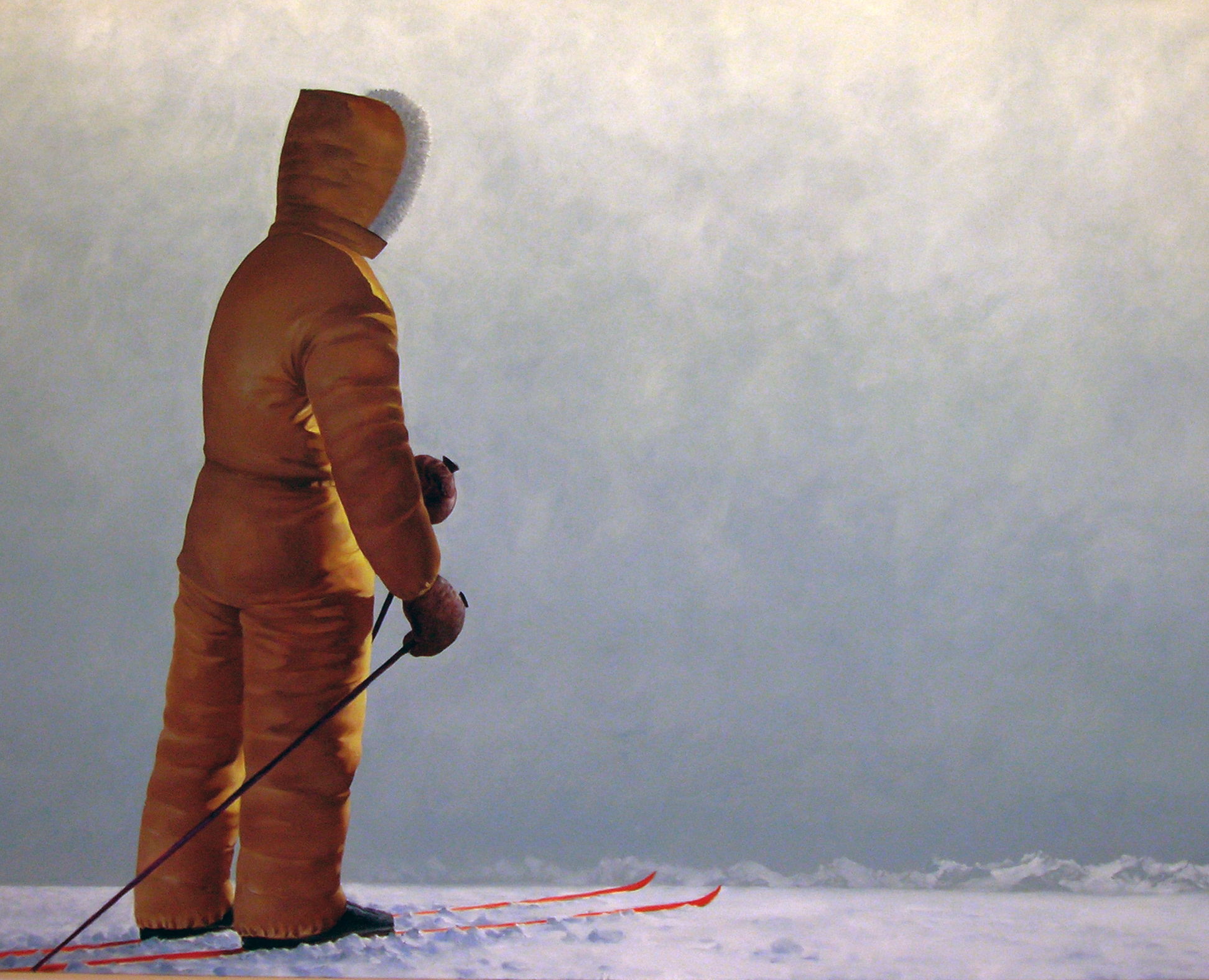
Eistage (11. März – 15. April 2007)
Gerhard Rießbeck: Forscher auf Skiern (2006)

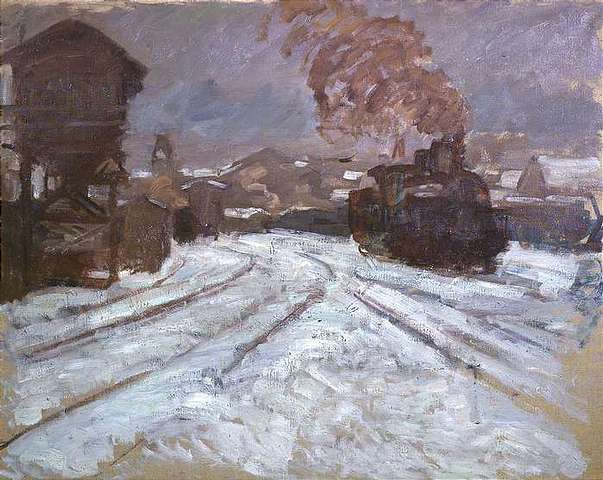
Ein Maler mit neuer Weltsicht (18. Oktober – 2. Dezember 2018)
Hermann Pleuer: Stuttgarter Hauptbahnhof im Schnee (o. J.)

- Günther Förg, Malerei – Arbeiten auf Papier – Plastik (29. Januar – 19. März)

1998
- Ernst Ludwig Kirchner, Markus Lüpertz, A. R. Penck u. a., Landschaften eines Jahrhunderts (5. März – 4. Mai)
- Lothar-Günther Buchheim, Buchheims bunte Zirkuswelt (20. Juni – 29. August)
- Artur Elmer, Georg Sternbacher, Gert Wiedmaier u. a., Innen – Außen (25. September – 7. November)

2001
- Gao Xingjian, Malerei (20. November 2001 – 3. Februar 2002)

2002
- Alberto Giacometti, Paris Sans Fin (6. Mai – 13. Juli)
- Edward Chiwawa, Romuald Hazoumé, Twins Seven Seven u. a. Present Africa (9. Oktober – 7. Dezember)

2004
- Max Uhlig, Zeichnung, Grafik, Malerei – Sammlung Josef Ilg (15. Januar – 22. Februar)
- El Loko, Spuren (19. September – 31. Oktober)

2005
- Lothar-Günther Buchheim, Mein Paris – Venedig (27. November 2005 – 19. Februar 2006)

2007
- Gerhard Rießbeck, Eistage (11. März – 15. April)
- Kwesi Owusu Ankomah, Future Track (16. September – 21. Oktober)

2008
- James Ensor, Giorgio Morandi, Martin Schongauer u. a., Meisterwerke der Kunst (6. Mai – 13. Juli)
- Carlos Cuenca-Ramirez, Michael Danner, Herbert Volz u. a., Ulmer Künstler – Zeitgenössische Kunst (9. November – 14. Dezember)

2009
- Artur Elmer, Augenlust und Verwandlung (21. Juni – 19. Juli)
- Ernst Hassebrauk, Porträts, Stillleben und Landschaften (6. September – 18. Oktober)
- Sokari Douglas Camp, Pain and Paradise (8. November 2009 – 3. Januar 2010)

2010
- Karl Fred Dahmen, Karl Otto Götz, Raoul Ubac u. a., Aufbruch im Westen (5. September – 24. Oktober)

2011
- Gordon Clark und Leon Botha, Who am I? (6. Januar – 20. Februar)
- Satadru Sovan Banduri, Chandra Bhattacharjee, Deba P. Roy u. a., Indien – Garten der Künste (6. November 2011 – 29. Januar 2012)

2012
- Mansour Ciss, Helmut Ranft und Ransome Stanley, Begegnung (23. September – 28. Oktober)

2013
- Albrecht Dürer, Francisco de Goya, HAP Grieshaber u. a., Leiden, Tod und Auferstehung (17. März – 12. Mai)
- Oskar Stark und Rolf Wagner, Poesie des Konkreten (8. September – 20. Oktober)

2015
- Lothar-Günther Buchheim, Küstenlandschaften 1941 - 1944 (12. Juli – 30. August)
- Blek le Rat, Invader, JR u. a., Streetart – Urbanart (18. September – 25. Oktober)
- Thomas Bohle, Kenji Fuchiwaki und Uwe Löllmann, Feuerwerk aus Erde (15. November 2015 – 17. Januar 2016)

2016
- Hans Arp, Max Ernst, Man Ray u. a., Hommage à DADA (8. Mai – 31. Juli)
- Peter Franck, Harald Issel, Josh von Staudach u. a., Welt-Anschauung mit der Kamera (9. Oktober – 20. November)

2017
- Harry Koll und Sabine Steinbock, Die Schönheit der einfachen Dinge (24. September – 12. November)

2018
- Max Beckmann, Lothar-Günther Buchheim, Ernst Ludwig Kirchner und Pablo Picasso, Buchheim (13. April – 3. Juni)
- Hermann Pleuer, Ein Maler mit neuer Weltsicht (18. Oktober – 2. Dezember)

2019
- Jacob Adriaensz. Backer, Aert de Gelder, Samuel van Hoogstraten,  u. a., Lehrer Rembrandt, Lehrer Sumowski (6. Oktober 2019 – 26. Januar 2020)

2022
- Ulrich Bernhardt und Sara Förster, Das Unvorhersehbare (7. Mai – 8. Juli)
- Josephine Jannack, Gustav Sonntag, Hella Stoletzki u. a., SOFT CRUSH - HGB Leipzig (19. September – 30. Oktober)

2023
- Jan-Hendrik Pelz und Delschad Numan Khorschid, Zeige Deine Schulter nackt (20. Juni – 30. Juli)
- Thomas & Renée Rapedius, Momente einer fließenden Anordnung möglicher Bezüge (8. September – 22. Oktober)

## Publikationen
- Karl-Heinz Krieg, Artur Elmer (Hrsg.): Kunst der Akan: Kanon und Freiheit; Goldarbeiten und Bronzegüsse; profane und sakrale Gegenstände; Kostbarkeiten afrikanischer Kunst, 21. Juni – 20. August 1995, Kunstverein Aalen e.V., Aalen 1995, ISBN 3-00-000117-4.
- Barbara Wichelhaus: Arbeiten von 1985 – 2000, Städtische Galerie im Park Viersen, 22. September – 29. Oktober 2000; Kunstverein Aalen, 26. Januar – 11. März 2001, Hans Brög (Text), Barbara Wichelhaus (Ill.), Basis-Dr., Duisburg 2000.
- El Loko, Joachim Melchers: El Loko, Spuren: das malerische Werk 1984 – 2004, Kunstverein Aalen, Hammer, Wuppertal 2004, ISBN 3-7795-0022-1.
- Hans Brög, Joachim Melchers (Hrsg.): Augenlust und Verwandlung: 50 Jahre Leben mit der Kunst/Artur Elmer, ARTCO-Galerie, Kunstverein Aalen, Kühlen, Mönchengladbach 2009, ISBN 978-3-87448-317-9.
- Ulrich Wagner: Gebilde im Prozess – künstlerische Arbeit am Fragment, eine Ausstellung des Kunstvereins Zweibrücken e.V., 2016, ISBN 978-3-86619-118-1.